# Wappen der Gemeinde Versbach
Das Wappen der Gemeinde Versbach war von 1952 bis zur Auflösung der Gemeinde am 1. Januar 1978 das offizielle Hoheitszeichen von Versbach (Landkreis Würzburg). Es zeigt auf blauem Schild einen goldenen Löwenkopf, der im Maul einen goldenen Sparren trägt.

## Geschichte
Das Wappen ist das des Grafengeschlechtes Rothenburg. Ab 1712 findet sich das Wappenbild im Siegel des Stiftes Haug, dessen Gründer Bischof Heinrich I. – historisch nicht verbürgt – der Familie der Rothenburger entstammt. Das Dorfgericht des Stiftes zu Versbach verwendete das Bild ab 1735 im Siegel. Für das Gemeindewappen wurde das älteste Siegel unverändert übernommen. Die Farben entsprechen denen des Familienwappens.
Die Zustimmung zur Führung des Wappens erfolgte durch Entschließung des Bayerischen Staatsministeriums des Innern vom 28. Juli 1952.